# كولين أشتون
كولين أشتون (بالإنجليزية: Collin Ashton)‏ هو لاعب كرة قدم أمريكية أمريكي، ولد في 24 يوليو 1983 في ميسيون فيجو في الولايات المتحدة.